# Aspidophoroides bartoni
Aspidophoroides bartoni és una espècie de peix pertanyent a la família dels agònids.

## Descripció
- Fa 22 cm de llargària màxima (normalment, en fa 14,2).[4][5]

## Depredadors
A Alaska és depredat per Hippoglossus stenolepis.

## Hàbitat
És un peix marí, demersal i de clima temperat (-2 °C-10 °C; 62°N-49°N, 158°E-144°W) que viu entre 0-500 m de fondària (normalment, entre 60 i 150).

## Distribució geogràfica
Es troba al Pacífic nord: des de l'Àrtic fins al mar d'Okhotsk, el nord del mar del Japó, l'illa d'Amchitka (les illes Aleutianes) i l'illa Kodiak (Alaska).

## Observacions
És inofensiu per als humans.